# Runschen
Runschen (ook wel gespeld als: Rünschen) is een gehucht in de gemeente Baelen in de Belgische provincie Luik.

## Geschiedenis
Tot de opheffing van het hertogdom Limburg hoorde Runschen tot de Limburgse hoogbank Baelen. Net als de rest van het hertogdom werd Runschen bij de annexatie van de Zuidelijke Nederlanden door de Franse Republiek in 1795 opgenomen in het toen gevormde departement Ourthe. In 1813 werd het Nederlands en in 1830 Belgisch.

## Beschrijving
De buurtschap, die uit een 80-tal huizen bestaat, is gelegen langs een weg die omhoog voert van 250 tot 295 meter. De oudste delen liggen het hoogst. Nog hoger (310 meter) ligt het Plateau de la Misère, waarop zich een boerderij bevindt.
Midden in de buurtschap bevindt zich de Kapel van Sint-Anna en Sint-Joachim, gebouwd in zandsteenblokken en nog vergroot in de 19e eeuw. Het is een eenvoudig gebouwtje met een vierkante dakruiter, in 1995 gerestaureerd door de bewoners van de buurtschap. 
Deelgemeenten: Baelen · Membach

Overige plaatsen: Boveroth · Les Forges · Heggelsbrück · Heggen · Hestreux · Hoevel · Honthem · Horren · Hoyoux · Kortenbach · Latebau · Mazarinen · Meuschemen · Nereth · Oeveren · Overoth · Pancherelle · Perkiets · Runschen · Vreuschemen

Belgische gemeenten · arrondissement Verviers · provincie Luik · Wallonië